# Štrba
Štrba (em alemão: Schirm ou Hochwald; húngaro: Csorba; polonês/polaco: Szczerba) é um município da Eslováquia, situado no distrito de Poprad, na região de Prešov. Tem 63,07 km² de área e sua população em 2018 foi estimada em 3.499 habitantes.

## Demografia
| Ano:        | 1994 | 2004   | 2014   | 2024   |
| ----------- | ---- | ------ | ------ | ------ |
| Broj ljudi: | 3844 | 3653   | 3543   | 3337   |
| Razlika:    |      | -4,96% | -3,01% | -5,81% |

| Ano:               | 2023 | 2024   |
| ------------------ | ---- | ------ |
| Número de pessoas: | 3352 | 3337   |
| Diferença:         |      | -0,44% |